# Norwegian Air Norway
Norwegian Air Norway AS — бувша норвезька бюджетна авіакомпанія, з головним офісом у Форнебю. Була дочірньою компанією Norwegian Air Shuttle. Створена 17 червня 2013 року, вона здійснювала регулярні рейси з аеропорту Осло-Гардермуен. Всі літаки зареєстровані в Норвегії.
18 грудня 2023 єдиний літак компанії був повернутий до Norwegian Air Shuttle.